# Fabian Dahlström
Fabian Dahlström, född 19 juni 1930 i Åbo, är en finlandssvensk musiklärare, blockflöjtist, musikvetare, författare och professor. Han är son till sångpedagogen Greta Dahlström och historieprofessor Svante Dahlström.
Dahlström studerade vid Sibelius-Akademin i Helsingfors och avlade diplomexamen i klarinett 1951 och musiklärarexamen 1955 och studerade därefter vid Åbo Akademi där han avlade en fil. lic.-examen 1972. Han var stadskapellmästare i Hangö, lektor i musik vid Ekenäs seminarium och lektor i didaktik vid lärarhögskolan i Vasa, samt föreståndare för Musikvetenskapliga institutionen vid Åbo akademi (Sibeliusmuseum).
Dahlströms forskning har främst varit inriktad på finlandssvenskt musikliv, i synnerhet Bernhard Crusell, Jean Sibelius och Nils-Eric Fougstedt. Han disputerade 1976 vid Åbo Akademi på avhandlingen Bernhard Henrik Crusell: klarinettisten och hans större instrumentalverk. Uppmärksammad är också utgivningen av korrespondensen mellan Jean Sibelius och Axel Carpelan.
Dahlström erhöll priset Årets musikbragd av Finlands radio 2005 för sin Sibeliusforskning. Han belönades 2006 med Kungliga Musikaliska Akademiens stipendium för sin Sibeliusutgivning och han erhöll också Svenska litteratursällskapets medalj "Forskning och vitterhet".